# Селма Ръза
Селма Ръза Фераджели (на турски: Selma Rıza Feraceli) е първата турска журналистка в Османската империя. Освен това е една от първите писателки на романи в Турция. След смъртта ѝ роднините ѝ приемат фамилното име Фераджели.

## Биография
Родена е на 5 февруари 1872 г. Баща ѝ е Али Ръза, дипломат на Османската империя в Австро-Унгария, а майката Наиле е австрийка, която е сменила вярата си. След като се обучава при частни учители в Истанбул, тя пътува до Париж, където през 1898 г. среща своя по-голям брат Ахмет Ръза, който е член на младотурското движение. Селма Ръза учи в Сорбоната и се свързва с Комитета за единство и прогрес, като е единствената жена-член на комитета. В Париж тя пише за два вестника, публикувани от комитета - „Мешверет Сюплеман Франсе“ на френски и „Шураи Химет“ на турски. През 1908 г. се завръща в Истанбул, където пише за два вестника „Ханъмлара Махсус Газет“ („Вестник за жени“) и „Кадънлар Дюнясъ“ („Женски свят“). Освен това става главен секретар на Турския червен полумесец между 1908 и 1913 г. По време на последните години на Османската империя работи усилено, за да превърне двореца Адиле Султан, кралския палат в Истанбул в училище за момичета. С помощта на брат си тя успява и дворецът се използва за сграда на анатолийската гимназия за момичета Кандили. Сградата се използва чак до 1986 г., когато изгаря частично.
Умира на 5 октомври 1931 г.
През 1892 г., докато е на 20 години, тя написва роман, озаглавен „Братство“ (Uhuvvet), който е публикуван посмъртно през 1999 година от Министерството на културата на Турция.